# Kilof

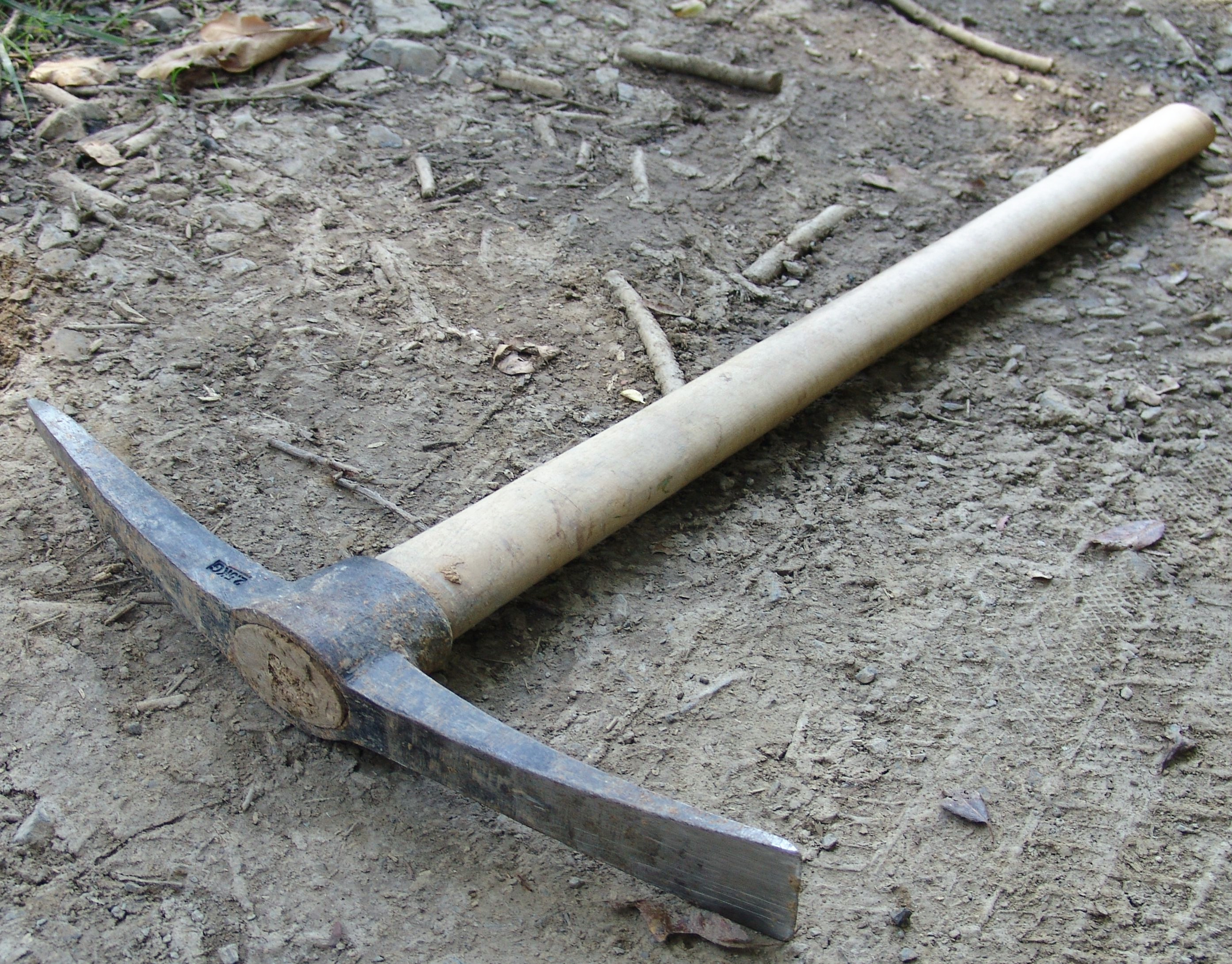
Kilof

Kilof – narzędzie służące do rozdrabniania skał i wstępnego rozdrabniania twardego podłoża, które potem można usuwać na przykład za pomocą łopaty. Kilofy wykorzystywane są w górnictwie i kamieniarstwie. Kilof z jednym ostrzem nazywany jest oskardem.
Składa się z ostrza w kształcie wydłużonego i niekiedy zakrzywionego klina, osadzonego w końcowej części na drewnianym stylisku. Niekiedy kilof posiada dwa ostrza po obu stronach styliska (lub jedno ostrze spiczaste a drugie spłaszczone). W górnictwie stosowano różne rodzaje kilofów: cięższe do bezpośredniego wydobywania miękkich i średnio twardych skał i lżejsze do wykonywania wrębów. Niektóre kilofy posiadają wymienne ostrza. Inne mają po przeciwnej stronie ostrza obuch, dzięki czemu można ich używać również jako młota, a jeszcze inne mają ostrze spłaszczone – zbliżone kształtem do motyki służące głównie do urabiania miękkich skał.
Pierwotną formą kilofa na ziemiach polskich był kopas wykonywany z jelenich rogów i stosowany przez starożytnych górników rudnych spod Łysej Góry. Od niego też wziął swoją nazwę w XI wieku tamtejszy cech górniczy – Kopasynowie.